# Алберто Денегри
Алберто Луис Денегри Аспауза  (Лима, 7. август 1906. —18. мај 1973) био је перуански фудбалски везни играч који је играо за Перу на ФИФА-ином светском првенству 1930. Играо је и за Универзитарио де Депортес.